# Mörttjärnarna (Ströms socken, Jämtland, 712861-147097)
Mörttjärnarna är en sjö i Strömsunds kommun i Jämtland och ingår i Ångermanälvens huvudavrinningsområde.